# ジェームズ・アンダーソン (テニス選手)
ジェームズ・アンダーソン（James Anderson, 1894年9月17日 - 1973年12月23日）は、オーストラリア・シドニー市エンフィールド出身の男子テニス選手。1920年代のオーストラリア・テニス界をリードした選手の1人で、全豪選手権男子シングルスで1922年・1924年・1925年の3度優勝した。彼はウィンブルドン選手権でも1922年に男子ダブルス優勝を達成し、オーストラリア人選手として史上3人目のウィンブルドン優勝者になっている。フルネームは James Outram Anderson （ジェームズ・アウトラム・アンダーソン）といい、普段は名前のイニシャルだけで「J・O・アンダーソン」と呼ばれた。
アンダーソンは「グレイハウンド」（Greyhound: 猟犬の一種、非常に足が速いことで知られる）というニックネームで呼ばれ、肩の高さから打つ強力なフォアハンド・ドライブ（ボールに順回転をかけたフォアハンド・ストローク）を最も得意にした。彼のバックハンド・ストロークは、フォアハンドと同じラケット面で打つ「逆さのバックハンド」（upside-down backhand）を駆使した。背が高く、やせた体格の持ち主であり、試合の時にはテニスコートに大きなカンガルーのぬいぐるみを持ってきたという。アンダーソンは選手経歴を通じて、オーストラリア国内外のイベントでジェラルド・パターソンと対戦する機会が多く、互いに強いライバル意識を持っていた。

## 来歴
アンダーソンは家族の8番目の子供として生まれ、学生時代の1914年にニューサウスウェールズ州のテニス・チャンピオンになった。第1次世界大戦の戦時中、彼は1915年から全米選手権に出場を始めた。戦時中でも、全米選手権だけは途切れることなく開かれていた。1918年11月の世界大戦終結により、他のテニス競技大会の開催が再開され、男子テニス国別対抗戦・デビスカップやテニス4大大会の全豪選手権やウィンブルドン選手権も再開される。1919年度の全豪選手権とデビスカップ決勝は、同じ開催地と時期に行われ、1920年1月後半にシドニーで開かれた。アンダーソンはデビスカップ決勝の第1試合と、全豪選手権のシングルス準決勝でアルガーノン・キングスコート（イギリス）に連敗するが、オーストラリアはデビスカップ決勝でイギリスに「4勝1敗」の勝利を収めた。
1922年の全豪選手権男子シングルス決勝で、ジェームズ・アンダーソンはジェラルド・パターソンに 6-0, 3-6, 3-6, 6-3, 6-2 のスコアで勝ち、初優勝を決めた。同年のウィンブルドン選手権男子ダブルスで、アンダーソンはランドルフ・ライセットとペアを組み、パターソンとパット・オハラウッドの組に 3-6, 7-9, 6-4, 6-3, 11-9 の逆転勝利を収めた。こうして、J・O・アンダーソンはノーマン・ブルックスとパターソンに続いて、オーストラリア人選手として3人目のウィンブルドン優勝者になった。同大会のシングルスでは、準決勝でパターソンに 1-6, 6-3, 9-7, 1-6, 3-6 で敗れ、決勝進出を逃している。第1次世界大戦中から参加してきた全米選手権では、1921年のベスト4が自己最高成績だった。
その後、アンダーソンは全豪選手権で1924年に男子シングルス・男子ダブルスの2冠を獲得し、1925年に男子シングルスで2年連続3度目の優勝を果たした。1925年は、ウィンブルドン選手権で3年ぶり2度目のベスト4進出もある。この頃からフランスの「四銃士」が台頭し始め、アンダーソンはフランス四銃士の1人であるルネ・ラコステに 4-6, 5-7, 1-6 で完敗した。1925年9月4日-7日にアメリカ・ニューヨーク市内のフォレストヒルズにある「ウエストサイド・テニスクラブ」で開かれたデビスカップ「インターゾーン」決勝で、オーストラリアはフランスに「1勝3敗」で敗退し、デビスカップにおいてもオーストラリアとフランスの力関係が逆転した。アンダーソンもシングルス第2試合でジャン・ボロトラに敗れ、これが彼の最後のデビスカップ戦出場になる。1926年全豪選手権の準決勝でジョン・ホークスに敗れ、大会3連覇を逃した試合を最後に、アンダーソンは「プロテニス選手」に転向した。
ジェームズ・アンダーソンはデビスカップを通じて、日本チーム代表選手との対戦も多かった。日本がデビスカップに初出場を果たした1921年、オーストラリアは日本と準決勝で当たり、この時は日本が「4勝1敗」でオーストラリアに勝った。アンダーソンは日本代表との初対戦では、シングルス戦2試合で清水善造と熊谷一弥の2人に敗れている。2年後の1923年デビスカップでは、オーストラリアは「アメリカン・ゾーン」決勝で日本に5戦全勝で勝ち、アンダーソンも清水と福田雅之助とのシングルス戦、清水と柏尾誠一郎組とのダブルス戦に完勝した。最後は1925年デビスカップ「アメリカン・ゾーン」決勝のシングルス第2試合で原田武一を退けた。グランドスラム大会の男子シングルスでは、アンダーソンと日本人選手の対戦はなかった。
全豪選手権でホークスに敗れた後、ジェームズ・アンダーソンは1926年12月から「プロテニス選手」に転向した。世界最初のプロテニス選手は、1926年夏にプロテニス選手契約書に署名したスザンヌ・ランラン（フランス）を含む6名であり、アンダーソンは彼らに続く早い時期にプロ選手になる。4年後の1930年、アンダーソンはアマチュア選手資格を取り戻そうと試みたが、失敗に終わった。（当時のテニス4大大会は出場資格がアマチュア選手に限られ、プロ選手になると参加資格を失った。）その後は故郷のシドニー市で過ごし、1960年代までテニスコーチとして活動した。全盛時代から半世紀後、ジェームズ・アウトラム・アンダーソンは1973年12月22日にシドニー市内のゴスフォードで78年の生涯を閉じた。
ジェームズ・アンダーソンは2013年に国際テニス殿堂入りを果たした。

## 4大大会優勝
- 全豪選手権　男子シングルス：3勝（1922年・1924年・1925年）／男子ダブルス：1勝（1924年）
- ウィンブルドン選手権　男子ダブルス：1勝（1922年）